# Senatus consultum ultimum
Senatus consultum ultimum («Decreto último del Senado»), o más comúnmente conocido como senatus consultum de re publica defendenda, («Decreto del Senado en Defensa de la República») es un término latino arcaico que empleaba el Senado Romano en tiempos de la República cuando ésta estaba amenazada. La forma más usual era:

consules darent operam ne quid detrimenti res publica caperet o bien videant consules ne res publica detrimenti capiat
Traducción: «hagan los cónsules que no haya perjuicio a la República» o bien, «vean los cónsules que la República no sufra perjuicio» es decir que los cónsules deben hacer lo que sea en defensa de la República.

Fue utilizado en varias ocasiones: tras el ascenso al poder de Cayo Sempronio Graco (121 a. C.), cuando Marco Emilio Lépido marchó sobre Roma (77 a. C.), tras descubrirse la conspiración de Lucio Sergio Catilina (63 a. C.) y cuando César cruzó el Rubicón (49 a. C.).
El Senatus Consultum Ultimum reemplazó de forma efectiva a la  dictadura, dando a los magistrados poderes semi-dictatoriales con el objeto de preservar los poderes del Senado y defender la República. Tras la consolidación del Principado, este decreto era de tan poca utilidad que no se volvió a utilizar de nuevo.

## Problemas constitucionales delSenatus Consultum Ultimum
No obstante, existía una controversia implícita en el decreto que residía en su brevedad. El decreto no estipulaba tampoco dónde estaban los límites del poder de los cónsules, y estos podían violar los derechos de los propios ciudadanos romanos. El punto crítico se alcanzó en el año 63 a. C., cuando el cónsul Marco Tulio Cicerón empleó el Senatus Consultum Ultimum y ejecutó a ciudadanos romanos que estaban implicados en la conspiración de Catilina, sin juicio, incluyendo al consular Publio Cornelio Léntulo Sura. De manera general, únicamente la Asamblea Plebeya podía condenar a muerte a hombres que ostentaban la ciudadanía romana. Cicerón por su parte creyó y arguyó que, dada la extrema gravedad de la crisis, el consultum podía ignorar las leyes fundamentales de la constitución republicana romana. Julio César y otros argumentaron por su parte que el consultum no podía ignorar estas leyes fundamentales, sino que durante su duración los cónsules debían hacer todo lo posible por solventar la grave situación, pero sin salirse del marco constitucional. Aunque las acciones de Cicerón durante la crisis recibieron un considerable apoyo popular, en el año 58 a. C., su enemigo político Publio Clodio Pulcro hizo aprobar una ley que lo condenaba al exilio, el cual sólo pudo ser derogado gracias al apoyo de Pompeyo y sus aliados. Las acciones de Clodio no estaban sin embargo motivadas por un deseo de hacer justicia, sino por su profunda enemistad.